# Municipio de Fanny
El municipio de Fanny (en inglés: Fanny Township) es un municipio ubicado en el condado de Polk en el estado estadounidense de Minnesota. En el año 2010 tenía una población de 103 habitantes y una densidad poblacional de 1,11 personas por km².

## Geografía
El municipio de Fanny se encuentra ubicado en las coordenadas 47°53′27″N 96°40′35″O / 47.89083, -96.67639. Según la Oficina del Censo de los Estados Unidos, el municipio tiene una superficie total de 92.63 km², de la cual 92,63 km² corresponden a tierra firme y (0 %) 0 km² es agua.

## Demografía
Según el censo de 2010, había 103 personas residiendo en el municipio de Fanny. La densidad de población era de 1,11 hab./km². De los 103 habitantes, el municipio de Fanny estaba compuesto por el 96,12 % blancos, el 0,97 % eran asiáticos, el 0,97 % eran de otras razas y el 1,94 % eran de una mezcla de razas. Del total de la población el 2,91 % eran hispanos o latinos de cualquier raza.